# Тиха затока (Цілком таємно)
Тиха затока (англ. Død Kalm) — дев'ятнадцята частина другого сезону серіалу «Цілком таємно» («Секретні матеріали»).

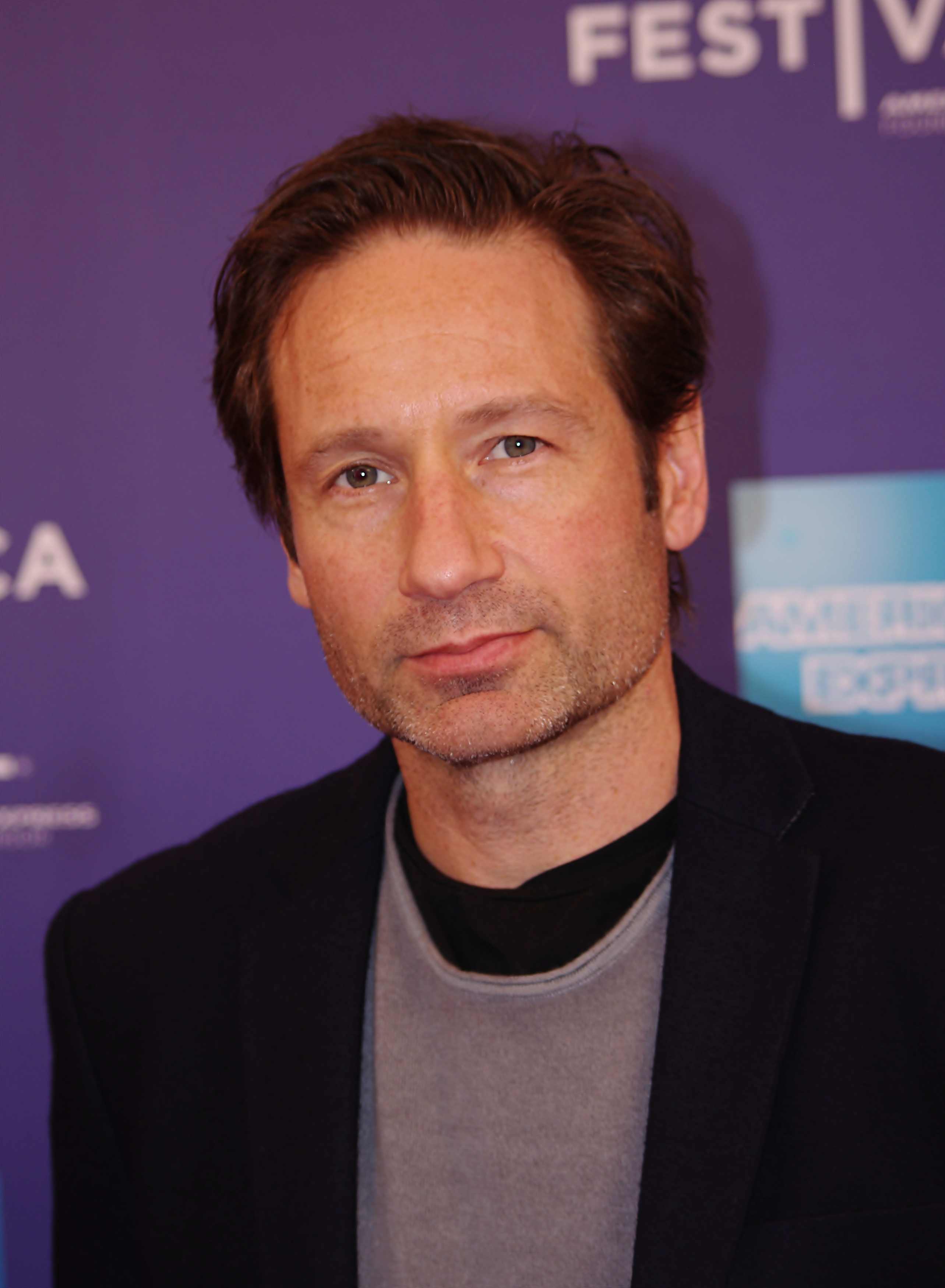

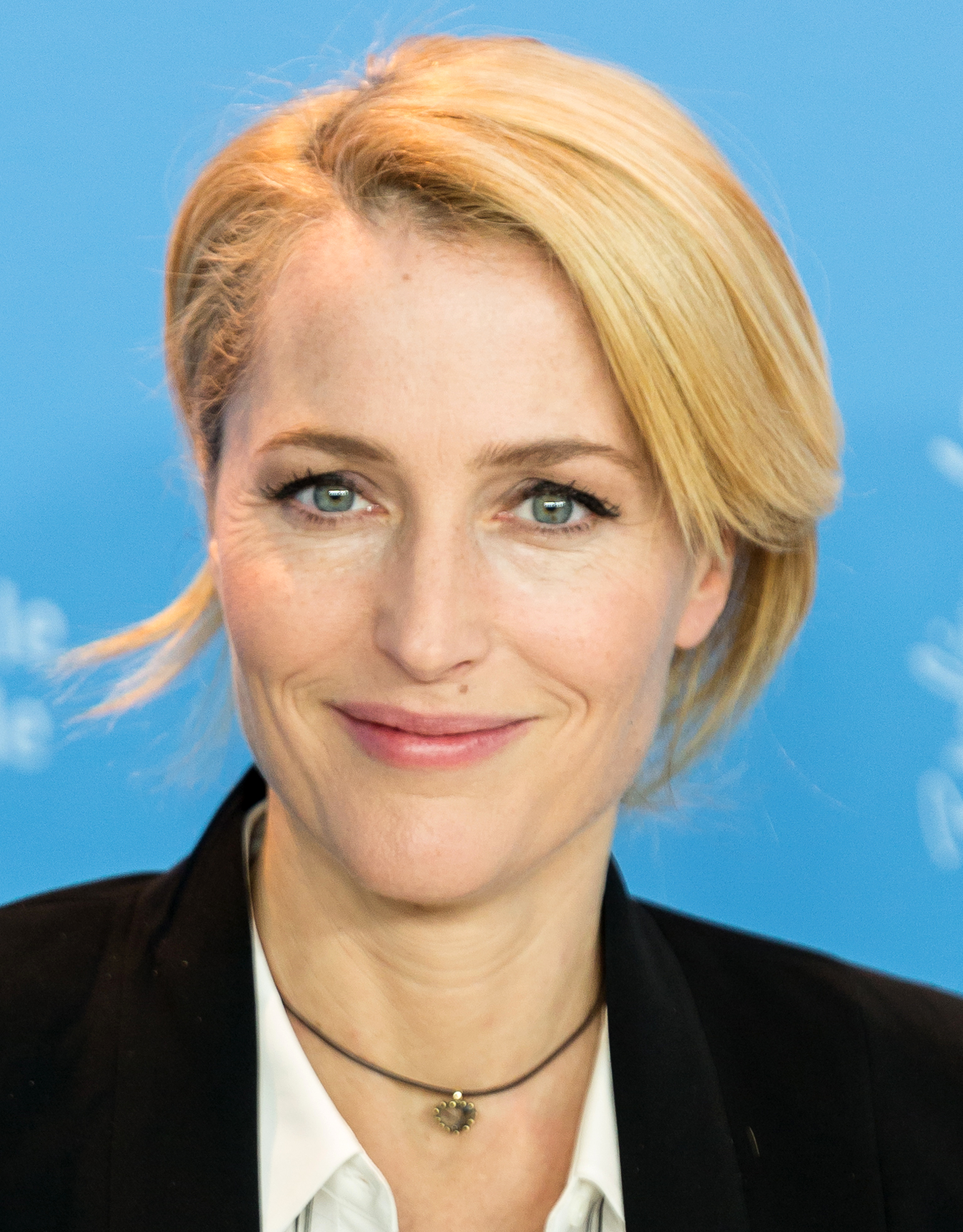

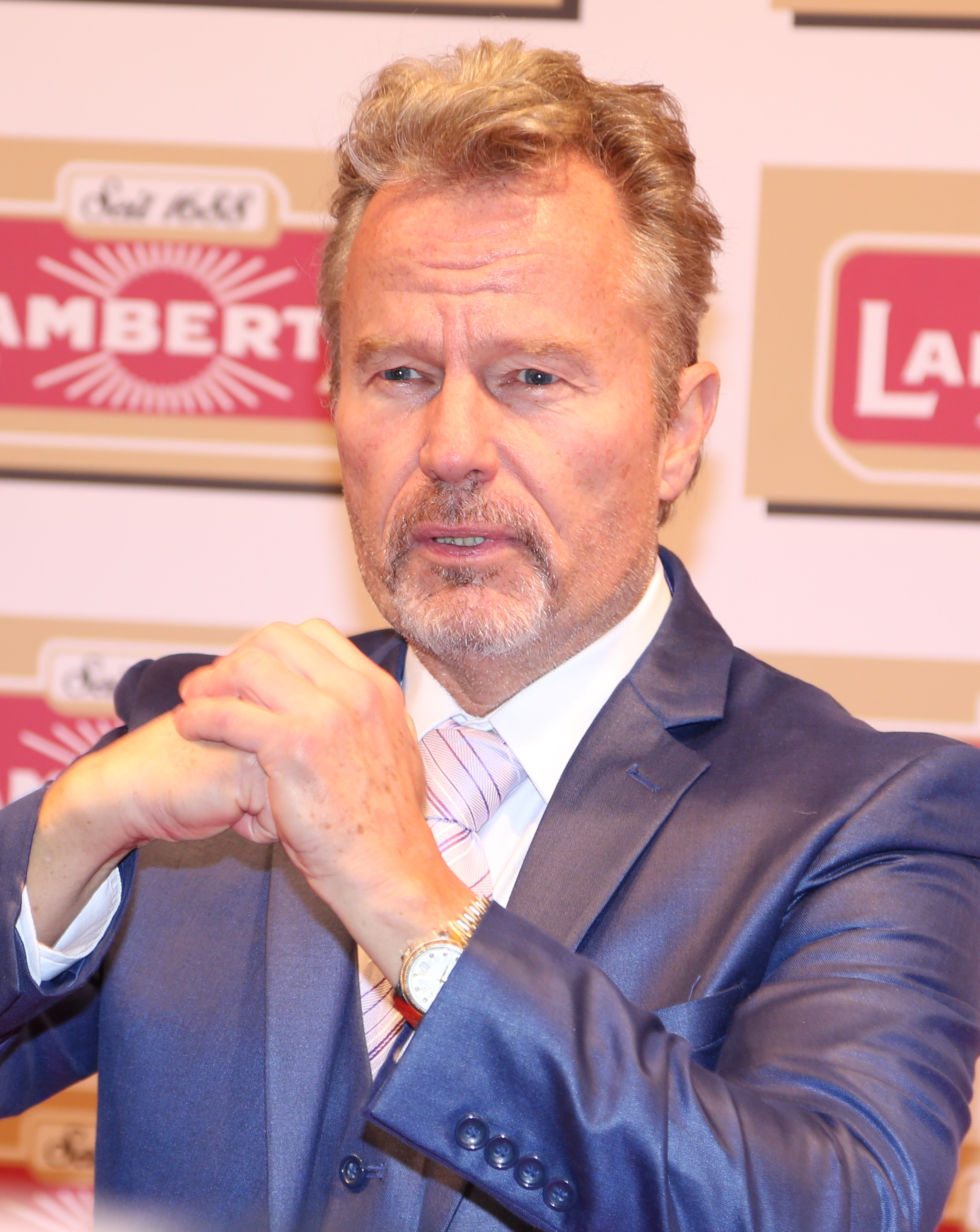

## Зміст
У Норвезькому морі команда американського есмінця «Ардент» («Жагучий») в паніці покидає судно, не звертаючи уваги на прохання і погрози капітана. Через вісімнадцять годин шлюпку із 18-ма надзвичайно постарілими за цей час моряками підбирає канадське риболовецьке судно.
У військово-морському госпіталі «Бетесда» (Меріленд) Малдер і Скаллі за підробними посвідками відвідують єдиного вцілілого члена команди — 28-річного лейтенанта Річарда Гарпера, який виглядає як старезний дід. Малдер з'ясовує, що «Жагучий» пропав в районі 65-ї паралелі, де вже неодноразово до того зникали кораблі. Малдер вважає, що там має місце «зморшка в часі», яке пов'язане з «Мангеттенським експериментом», що проводився під час Другої світової війни. Малдер висловлює припущення, що йдеться про часову червоточину.
Прибувши в норвезьке місто Тілдескан, агенти, отримавши відмови від всіх норвезьких мореплавців, домовляються з американцем Генрі Трондгаймом, що він доставить їх на своєму траулері до останнього відомого місця розташування «Жагучого». Ледве діставшись до судна (сильний туман, не працює радар і навігаційна система), агенти виявляють скрізь сліди надзвичайної корозії, хоча «Жагучий» був спушений на воду лише 1991 року. При огляді корабля в кубрику агенти знаходять трупи кількох членів команди, що перетворилися на мумії — при намаганні торкнутися засоленої кінцівки вона розсипається. Тим часом хтось викрадає судно, кидаючи агентів, Трондгайма і його старпома Халверсона на борту «Жагучого». Агенти пояснюють Галвордсену, що вони мають імовірний контакт із точкою прискореного плину часу. Незабаром Галвордсена, що відстав від групи, хтось вбиває, проламавши йому череп. На камбузі Малдер знаходить дуже постарілого капітана Барклі, який тримає пляшку віскі. Барклі стверджує, що «час пропав», після того як в морі з'явився об'єкт, що світився мов полум'я. Тоді зупинилися мотори, море, а корабель почав кровоточити. Трондгайм ховає старпома в морі. Малдер вистежує зовсім не постарілого китобійця-пірата Олафсена — він убив Галвордсена. Вночі агенти і Трондхайм помічають, що всі вони стали швидко старіти.
На ранок капітан Барклі вмирає від старості, він ніби перетворився на соляний стовп. Дейна робить зауваження, що це не є процес прискореного старіння — відсутні процеси випадіння волосся та поява сивого волосся. Скаллі припускає, що корабель дрейфує у напрямку до великого металевого предмету на дні океану, в результаті чого вільні радикали прискорюють окисні процеси організму, викликаючи старість. Скаллі зауважує, що «кровотеча корабля» — це процес швидкого іржавіння. Малдер знаходить єдинц не проіржавілу наскрізь каналізаційну трубу, яка веде у відстійник, де серед полчища щурів лежать трупи не постарілих спільників Олафсона, які вбили один одного через воду. Малдер приходить до висновку, що вся вода, крім циркулюючої в системі стічних вод судна, чимось заражена — шось потрапило в систему опріснювача, капітан Барклі вижив тому, що не вживав води, а тільки віскі. Трондгайм, дізнавшись секрет збереження життя, вбиває Олафсона, а агентам каже, що той втік.
Скаллі проводить аналізи і з'ясовує, що заражена вода призводить до руйнування клітин і збільшення вмісту хлориду натрію в крові. Малдер сильно слабшає від нестачі питної води — його нирки нездатні виводити «важку сіль». Скаллі виявляє, що Трондгайм замкнувся у відстійнику з усією незараженою водою. Дейна знаходить консерву і дає рідину з неї Малдеру — додавши розтопленого снігу й соку лимонів. Іржа проїдає борт, і Трондгайма затоплює всередині відсіку, банка з рідиною розбивається. Через 14 годин 12 березня сильно постарілі агенти втрачають свідомість незадовго до того, як їх рятує корабель військового флоту США.
Прокинувшись в госпіталі «Бетесда», Скаллі із залишками слідів старіння на обличчі, якій призначили тривалий діаліз з мембранним фільтром бачить Малдера на сусідньому ліжку. Докторка говорить Скаллі, що її дослідження на кораблі допомогли вилікувати їх обидвох. Скаллі відповідає, що хоче повернутися на корабель і провести додаткові дослідження, але доктор повідомляє їй, що есмінець затонув менш ніж через годину після того, як агенти були врятовані.
Вовк на ім'я Сколль розкриє свою пащу і проковтне сонце. Після чого настане вічна ніч. Здається я чую цього вовка коло наших дверей.

## Знімались
| Актор              | Роль                    |
| ------------------ | ----------------------- |
| Девід Духовни      | Курець                  |
| Джилліан Андерсон  | Дейна Скаллі            |
| Джон Севедж        | Генрі Трондгайм         |
| Девід Кубітт       | капітан Барклі          |
| Владімір Куліч     | Олафсон                 |
| Чеповецький Дмитро | лейтенант Річард Гарпер |